# Сальцино
Сальцино (укр. Сальцине, крымскотат. Saltsino, Сальцино) — исчезнувшее селение (хутор) в Нижнегорском районе Республики Крым. Располагался в центре района, в степном Крыму, примерно в 1 км западнее села Акимовка.

## История
Судя по доступным источникам, хутор Сальцино, ранее принадлежавший землевладельцам Сальциным, по некоторым данным, ведёт историю с 1861 года. В официальных документах селение впервые встречается в Статистическом справочнике Таврической губернии. Ч.II-я. Статистический очерк, выпуск пятый Перекопский уезд, 1915 год, согласно которому на хуторе Сальцино Ак-Шеихской волости Перекопского уезда а числилось 2 двора с русским населением в количестве 13 человек приписных жителей и 8 — «посторонних».
После установления в Крыму Советской власти, по постановлению Крымревкома от 8 января 1921 года № 206 «Об изменении административных границ» была упразднена волостная система, Перекопский уезд переименовали в Джанкойский, в составе которого был создан Джанкойский район. В 1922 году уезды преобразовали в округа. 11 октября 1923 года, согласно постановлению ВЦИК, в административное деление Крымской АССР были внесены изменения, в результате которых округа были отменены и Джанкойский район стал основной административной единицей и село включили в его состав. Согласно Списку населённых пунктов Крымской АССР по Всесоюзной переписи 17 декабря 1926 года, на хуторе Сальцино, Ногайлы-Ахматского сельсовета Джанкойского района, числилось 4 двора, все крестьянские, население составляло 32 человека, из них 30 русских и 2 украинцев. В дальнейшем в доступных источниках не встречается.